# Mineralização (biologia)
Mineralização, petrificação ou permineralização, em biologia, refere-se ao processo onde uma substância orgânica é convertida numa substância inorgânica. No processo de fossilização, as porosidades das partes resistentes (osso, concha, etc.) advindas da decomposição de material mole são preenchidos com depósitos minerais. Nos equinodermos, por exemplo, é comum a mineralização com glauconita.